# Cat siu fuk
Cat siu fuk é um filme de drama hong-konguês de 1988 dirigido e escrito por Alex Law e Mabel Cheung. Foi selecionado como representante de Hong Kong à edição do Oscar 1989, organizada pela Academia de Artes e Ciências Cinematográficas.

## Elenco
- Sammo Hung - Master Yu
- Lam Ching-ying - Wah
- Cheng Pei-pei - Ching
- John Shum
- Wu Ma - cineasta
- Mary Li - mãe Cheng Lung
- Chung Kam-yuen - Samo